# Nøkkentved & Friis Jespersen
Nøkkentved & Friis Jespersen var et dansk rådgivende ingeniørfirma, som især beskæftigede sig med bygningsstatik.
Virksomheden blev grundlagt i september 1924 af de to civilingeniører Christian Nøkkentved og Svend Friis Jespersen og fandtes til 1935. De vandt i 1926 andenpræmien i en konkurrence om en ny højbro over Københavns Havn. I løbet af kun elleve år stod firmaet for projekteringen af en række kendte bygninger.
Firmaet havde adresse på Nørre Voldgade 15E i København.

## Værker
- Kalundborg Radiofonistation ved Kalundborg (1927, sammen med ingeniør Ansgar Meinertz)
- Berlingske Tidendes Hus, Pilestræde 32-34, København (1928-30 af Bent Helweg-Møller, præmieret 1931, ombygget 1990-91 og igen 2007-09)
- Nationalmuseet (1928-38 af Mogens Clemmensen)
- Svaneapoteket, Østergade 18, København (1934 af Bent Helweg-Møller, apotek nedlagt 1994, fredet 1995)
- Samlefabrik for General Motors Danmark A/S, Aldersrogade/Haraldsgade (1929, sammen med Aage C. Jensen, nedrevet)
- Kastrup Lufthavn (gamle terminal af Vilhelm Lauritzen, opført kort efter firmaets ophør 1936-39, fredet 1998)